# Élections législatives de 1978 dans la Somme
Les élections législatives françaises de 1978 se sont déroulées les 12 et 19 mars. Dans le département de la Somme, cinq députés étaient à élire dans cinq circonscriptions.

## Élus
| Circonscription                                 | Député sortant       | Parti        | Parti         | Député élu ou réélu  | Parti | Parti         |
| ----------------------------------------------- | -------------------- | ------------ | ------------- | -------------------- | ----- | ------------- |
| 1re                                             | René Lamps*          |              | PCF           | Maxime Gremetz       |       | PCF           |
| 2e                                              | Jean-Louis Massoubre |              | RPR           | Jean-Louis Massoubre |       | RPR           |
| 3e                                              | Charles Bignon       |              | RPR           | Michel Couillet      |       | PCF           |
| 4e                                              | Siège vacant         | Siège vacant | Siège vacant  | Chantal Leblanc      |       | PCF           |
| 5e                                              | André Audinot        |              | Divers droite | André Audinot        |       | Divers droite |
| * député sortant ne se représentant pas en 1978 |                      |              |               |                      |       |               |

## Contexte

### National
Au lendemain de l'élection présidentielle de 1974, Valéry Giscard d'Estaing ne juge pas nécessaire de dissoudre l'assemblée nationale. Il ne souhaite pas courir le risque d'une victoire de la gauche, d'autant plus qu'il ne l'a emporté face à François Mitterrand de 400 000 voix seulement. La Ve législature est donc menée à son terme.
Le scrutin a lieu dans un climat économique et politique détérioré. La majorité sortante est en difficulté : la France est entrée en stagflation (fort taux d'inflation, croissance molle), avec une hausse régulière et ininterrompue du chômage pour corollaire. Sur le plan politique, la majorité apparaît déchirée depuis la démission de Jacques Chirac de son poste de Premier ministre. Le parti gaulliste multiplie ses attaques contre le gouvernement de Raymond Barre.
Ce contexte et la dynamique créée par la signature du programme commun en 1972 à gauche favorisent celle-ci qui multiplie les victoires. Le Parti socialiste en est le principal bénéficiaire : il progresse aux élections cantonales de 1976 et aux élections municipales de 1977. Cette situation, défavorable au parti communiste, conduit celui-ci à réclamer une réactualisation du programme commun. Les discussions sont âpres et aboutissent à une rupture entre les partenaires (septembre 1977). C'est donc désunis que les partis de gauche abordent ce scrutin.

### Local

#### Cantonales 1973
Les élections cantonales de 1973 n'offrent aucun changement dans l'assemblée départementale, mis à part l'entrée en opposition des 4 élus socialistes qui rejoignent les 9 communistes.
En effet, à la suite de son exclusion du PS en 1972, Max Lejeune et son Mouvement démocrate socialiste, a formé une majorité de Centre-gauche avec ses alliés du Mouvement réformateur (radicaux et centristes du Centre démocrate).
Les partis de la majorité présidentielle, regroupés dans l'Union des républicains de progrès, ont profité du redécoupage des cantons sud d'Amiens pour se réimplanter dans la ville (les 4 anciens cantons étant détenus par les communistes et socialistes depuis 1945).

#### Cantonales 1976
Les élections cantonales de 1976 voient une progression de la gauche au conseil général, le PS obtenant 2 sièges supplémentaires et 1 pour le PCF.
Depuis 1974, Max Lejeune a ouvert sa majorité aux quatre élus UDR et aux 2 élus RI dans le cadre de la formation d'une nouvelle majorité autour de Valéry Giscard d'Estaing. Ce renfort de la droite lui permet de compenser la quasi-disparition des radicaux et de  conserver une large majorité au lendemain de ce renouvellement de 1976.

#### Municipales 1977
Le PCF est le véritable vainqueur des élections municipales de 1977 grâce à la stratégie d'Union de la gauche. En plus de conserver la mairie d'Amiens, il s'empare de Albert, Péronne, Ham, Friville-Escarbotin, Rivery... 
Le PS n'obtient pas de gain significatif mais réussit la transition entre André Coël et Jacques Fleury à Roye.
C'est un coup dur pour la droite qui se déchire entre les partisans de l'ancien premier ministre Jacques Chirac au sein du RPR, et les soutiens du président Valéry Giscard d'Estaing (RI, CDS, Rad. et MDS) qui se regroupent dans l'Union pour la démocratie française pour ces législatives de 1978.

## Résultats

### Résultats à l'échelle du département
| Parti          | Parti                              | Premier tour | Premier tour | Second tour | Second tour | Sièges |
| Parti          | Parti                              | Voix         | %            | Voix        | %           | Sièges |
| -------------- | ---------------------------------- | ------------ | ------------ | ----------- | ----------- | ------ |
|                | Parti communiste français          | 95 667       | 30,50        | 159 071     | 50,10       | 3      |
|                | Parti socialiste                   | 59 011       | 18,81        | Retrait     | Retrait     | 0      |
|                | Mouvement des radicaux de gauche   | 834          | 0,27         |             |             | 0      |
|                | Union de la gauche                 | 155 512      | 49,58        | 159 071     | 50,10       | 3      |
|                |                                    |              |              |             |             |        |
|                | Rassemblement pour la République   | 57 569       | 18,35        | 87 963      | 27,71       | 1      |
|                | Union pour la démocratie française | 51 333       | 16,37        | 37 306      | 11,75       | 0      |
|                | Divers droite                      | 37 921       | 12,09        | 33 149      | 10,44       | 1      |
|                | Majorité présidentielle            | 146 823      | 46,81        | 158 418     | 49,90       | 2      |
|                |                                    |              |              |             |             |        |
|                | Extrême gauche (LO, LCR et UOPDP)  | 6 863        | 2,19         |             |             | 0      |
|                | Écologie 78                        | 1 623        | 0,52         | 0           |             |        |
|                | Gaullistes d'opposition (MDD, UGP) | 1 618        | 0,52         | 0           |             |        |
|                | Parti socialiste unifié            | 1 211        | 0,39         | 0           |             |        |
|                |                                    |              |              |             |             |        |
| Inscrits       | Inscrits                           | 362 237      | 100,00       | 362 149     | 100,00      | 5      |
| Abstentions    | Abstentions                        | 42 262       | 11,67        | 35 725      | 9,86        |        |
| Votants        | Votants                            | 319 975      | 88,33        | 326 424     | 90,14       |        |
| Blancs et nuls | Blancs et nuls                     | 6 325        | 1,98         | 8 935       | 2,74        |        |
| Exprimés       | Exprimés                           | 313 650      | 98,02        | 317 489     | 97,26       |        |

### Résultats par circonscription

#### Première circonscription (Amiens)
| Candidat           | Candidat            | Parti          | Premier tour | Premier tour | Second tour | Second tour |  |
| Candidat           | Candidat            | Parti          | Voix         | %            | Voix        | %           |  |
| ------------------ | ------------------- | -------------- | ------------ | ------------ | ----------- | ----------- |  |
|                    | Maxime Gremetz élu  | PCF            | 27 721       | 35,43        | 41 588      | 52,71       |  |
|                    | Gilles de Robien    | UDF (PR)       | 17 870       | 22,84        | 37 306      | 47,29       |  |
|                    | Jean-Claude Dessein | PS             | 13 221       | 16,88        | Retrait     | Retrait     |  |
|                    | Richard Mazaudet    | UDF (Rad)      | 9 069        | 11,59        |             |             |  |
|                    | Gérard Poirot       | RPR            | 5 774        | 7,38         |             |             |  |
|                    | Jacqueline Maitte   | PSU (FA)       | 1 211        | 1,55         |             |             |  |
|                    | Jacques Leroy       | Divers droite  | 1 165        | 1,49         |             |             |  |
|                    | Alain Vrignaud      | MDD            | 849          | 1,09         |             |             |  |
|                    | Daniel Schlauder    | LO             | 800          | 1,03         |             |             |  |
|                    | Alain Bougnères     | LCR            | 390          | 0,50         |             |             |  |
|                    | Jean Depecker       | UOPDP          | 176          | 0,23         |             |             |  |
|                    |                     |                |              |              |             |             |  |
| Inscrits           | Inscrits            | Inscrits       | 93 745       | 100,00       | 93 741      | 100,00      |  |
| Abstentions        | Abstentions         | Abstentions    | 13 873       | 14,8         | 12 534      | 13,37       |  |
| Votants            | Votants             | Votants        | 79 872       | 85,2         | 81 207      | 86,63       |  |
| Blancs et nuls     | Blancs et nuls      | Blancs et nuls | 1 626        | 2,04         | 2 313       | 2,85        |  |
| Exprimés           | Exprimés            | Exprimés       | 78 246       | 97,96        | 78 894      | 97,15       |  |
| Source : Data.gouv |                     |                |              |              |             |             |  |

#### Deuxième circonscription (Montdidier)
| Candidat           | Candidat                           | Parti          | Premier tour | Premier tour | Second tour | Second tour |  |
| Candidat           | Candidat                           | Parti          | Voix         | %            | Voix        | %           |  |
| ------------------ | ---------------------------------- | -------------- | ------------ | ------------ | ----------- | ----------- |  |
|                    | Jean-Louis Massoubre sortant réélu | RPR            | 16 185       | 27,77        | 29 547      | 50,22       |  |
|                    | Claude Lemoine                     | PCF            | 15 140       | 25,97        | 29 286      | 49,78       |  |
|                    | Jacques Fleury                     | PS             | 14 449       | 24,79        | Retrait     | Retrait     |  |
|                    | Jean-François Lherbier             | Divers droite  | 5 260        | 9,02         |             |             |  |
|                    | Édouard Vagniez                    | UDF (PR)       | 3 661        | 6,28         |             |             |  |
|                    | Philippe Maille                    | UDF (CDS)      | 1 611        | 2,76         |             |             |  |
|                    | Jacques Derue                      | LO             | 1 216        | 2,09         |             |             |  |
|                    | Bernard Nieutin                    | MDD            | 518          | 0,89         |             |             |  |
|                    | Jean Rousseau                      | UGP            | 251          | 0,43         |             |             |  |
|                    |                                    |                |              |              |             |             |  |
| Inscrits           | Inscrits                           | Inscrits       | 66 531       | 100,00       | 66 518      | 100,00      |  |
| Abstentions        | Abstentions                        | Abstentions    | 7 106        | 10,68        | 5 844       | 8,79        |  |
| Votants            | Votants                            | Votants        | 59 425       | 89,32        | 60 674      | 91,21       |  |
| Blancs et nuls     | Blancs et nuls                     | Blancs et nuls | 1 134        | 1,91         | 1 841       | 3,03        |  |
| Exprimés           | Exprimés                           | Exprimés       | 58 291       | 98,09        | 58 833      | 96,97       |  |
| Source : Data.gouv |                                    |                |              |              |             |             |  |

#### Troisième circonscription (Ault - Poix-de-Picardie)
| Candidat           | Candidat               | Parti          | Premier tour | Premier tour | Second tour | Second tour |  |
| Candidat           | Candidat               | Parti          | Voix         | %            | Voix        | %           |  |
| ------------------ | ---------------------- | -------------- | ------------ | ------------ | ----------- | ----------- |  |
|                    | Charles Bignon sortant | RPR            | 23 626       | 38,49        | 30 693      | 49,15       |  |
|                    | Michel Couillet élu    | PCF            | 21 108       | 34,39        | 31 758      | 50,85       |  |
|                    | Pierre Hiard           | PS             | 9 742        | 15,87        | Retrait     | Retrait     |  |
|                    | Roger Castel           | UDF (CDS)      | 4 570        | 7,45         |             |             |  |
|                    | Danièle Bourdessoule   | LO             | 1 496        | 2,44         |             |             |  |
|                    | José Faure             | MRG            | 834          | 1,36         |             |             |  |
|                    |                        |                |              |              |             |             |  |
| Inscrits           | Inscrits               | Inscrits       | 68 997       | 100,00       | 68 988      | 100,00      |  |
| Abstentions        | Abstentions            | Abstentions    | 6 470        | 9,38         | 4 965       | 7,2         |  |
| Votants            | Votants                | Votants        | 62 527       | 90,62        | 64 023      | 92,8        |  |
| Blancs et nuls     | Blancs et nuls         | Blancs et nuls | 1 151        | 1,84         | 1 572       | 2,46        |  |
| Exprimés           | Exprimés               | Exprimés       | 61 376       | 98,16        | 62 451      | 97,54       |  |
| Source : Data.gouv |                        |                |              |              |             |             |  |

#### Quatrième circonscription (Abbeville)
| Candidat           | Candidat             | Parti          | Premier tour | Premier tour | Second tour | Second tour |  |
| Candidat           | Candidat             | Parti          | Voix         | %            | Voix        | %           |  |
| ------------------ | -------------------- | -------------- | ------------ | ------------ | ----------- | ----------- |  |
|                    | Chantal Leblanc élu  | PCF            | 14 454       | 26,19        | 27 988      | 50,24       |  |
|                    | Joël Hart            | RPR            | 11 984       | 21,71        | 27 723      | 49,76       |  |
|                    | Jacques Becq         | PS             | 11 299       | 20,47        | Retrait     | Retrait     |  |
|                    | Alain Jacques        | UDF (MDSF)     | 10 664       | 19,32        | Retrait     | Retrait     |  |
|                    | Yves de Laromiguière | UDF (PR)       | 3 888        | 7,04         |             |             |  |
|                    | Michel Duquef        | Écologie 78    | 1 623        | 2,94         |             |             |  |
|                    | Maryse Pernot        | LO             | 1 286        | 2,33         |             |             |  |
|                    |                      |                |              |              |             |             |  |
| Inscrits           | Inscrits             | Inscrits       | 63 606       | 100,00       | 63 547      | 100,00      |  |
| Abstentions        | Abstentions          | Abstentions    | 7 243        | 11,39        | 6 013       | 9,46        |  |
| Votants            | Votants              | Votants        | 56 363       | 88,61        | 57 534      | 90,54       |  |
| Blancs et nuls     | Blancs et nuls       | Blancs et nuls | 1 165        | 2,07         | 1 823       | 3,17        |  |
| Exprimés           | Exprimés             | Exprimés       | 55 198       | 97,93        | 55 711      | 96,83       |  |
| Source : Data.gouv |                      |                |              |              |             |             |  |

#### Cinquième circonscription (Péronne)
| Candidat           | Candidat                    | Parti          | Premier tour | Premier tour | Second tour | Second tour |  |
| Candidat           | Candidat                    | Parti          | Voix         | %            | Voix        | %           |  |
| ------------------ | --------------------------- | -------------- | ------------ | ------------ | ----------- | ----------- |  |
|                    | André Audinot sortant réélu | Divers droite  | 29 601       | 48,90        | 33 149      | 53,81       |  |
|                    | Jean Goubet                 | PCF            | 17 244       | 28,48        | 28 451      | 46,19       |  |
|                    | Pierre Linéatte             | PS             | 10 300       | 17,01        | Retrait     | Retrait     |  |
|                    | Serge Lebalc'h              | LO             | 1 165        | 1,92         |             |             |  |
|                    | Jean-Claude Canoine         | Divers droite  | 657          | 1,09         |             |             |  |
|                    | Jacqueline Peligry          | Divers gauche  | 641          | 1,06         |             |             |  |
|                    | Pierre Legrand              | Divers droite  | 597          | 0,99         |             |             |  |
|                    | Denise Bogaert              | UOPDP          | 334          | 0,55         |             |             |  |
|                    |                             |                |              |              |             |             |  |
| Inscrits           | Inscrits                    | Inscrits       | 69 358       | 100,00       | 69 355      | 100,00      |  |
| Abstentions        | Abstentions                 | Abstentions    | 7 570        | 10,91        | 6 369       | 9,18        |  |
| Votants            | Votants                     | Votants        | 61 788       | 89,09        | 62 986      | 90,82       |  |
| Blancs et nuls     | Blancs et nuls              | Blancs et nuls | 1 249        | 2,02         | 1 386       | 2,2         |  |
| Exprimés           | Exprimés                    | Exprimés       | 60 539       | 97,98        | 61 600      | 97,8        |  |
| Source : Data.gouv |                             |                |              |              |             |             |  |